# Édouard Molinaro
Édouard Molinaro (n. 13 mai 1928, Bordeaux, Franța – d. 7 decembrie 2013, Paris, Île-de-France, Franța) a fost un regizor de film și scenarist francez.

## Biografie
Molinaro s-a născut în Bordeaux, Gironde. 
Este cel mai cunoscut pentru comediile sale cu Louis de Funès (Oscar, Hibernatus), Unchiul meu Benjamin (cu Jacques Brel și Claude Jade), Dracula and Son (cu Christopher Lee) și pentru Colivia cu nebune, nominalizat la premiul Oscar; (cu Michel Serrault și Ugo Tognazzi). Molinaro a lucrat ca regizor până aproape de moartea sa, cu toate că după 1985 a produs aproape exclusiv pentru televiziune.
În 1996, munca sa cinematografică a fost distinsă cu premiul René Clair, premiu acordat de Académie française pentru activitatea excelentă în film. 
Molinaro a decedat din cauza unei insuficiențe respiratorii în 2013, la 85 de ani. 

## Filmografie (ca regizor)

### Cinematografie

#### Scurtmetraje documentare
- 1946 : Évasion
- 1948 : Un monsieur très chic
- 1948 : Le Cercle
- 1949 : Le Verbe en chair
- 1950 : L'honneur est sauf
- 1953 : La Meilleure Part
- 1953 : Chemins d'avril
- 1954 : L'Accumulateur au plomb
- 1955 : Quatrième vœu
- 1956 : Les Biens de ce monde
- 1957 : Appelez le 17
- 1957 : Les Alchimistes

#### Filme
- 1958 Cu spatele la zid (Le Dos au mur)
- 1958 Philippe (scurtmetraj)
- 1959 Femei care dispar (Des femmes disparaissent)
- 1959 Un martor în oraș (Un témoin dans la ville)
- 1960 Une fille pour l'été
- 1961 Moartea lui Belle (La Mort de Belle)
- 1962 Les Ennemis
- 1962 Les Sept Péchés capitaux, segment de film; ep. L'Envie
- 1962 Arsène Lupin contra Arsène Lupin (Arsène Lupin contre Arsène Lupin)
- 1964 O idioată fermecătoare (Une ravissante idiote)
- 1964 Vânătoarea de bărbați (La Chasse à l’homme)
- 1965 Când pici de fazan (Quand passent les faisans)
- 1967 Piele de spion (Peau d'espion)
- 1967 Oscar
- 1969 Hibernatus
- 1969 Mon oncle Benjamin
- 1970 La Liberté en croupe
- 1971 Mărturisiri tandre (Les Aveux les plus doux)
- 1972 Mandarina (La Mandarine)
- 1973 Banda prizonierilor (Le Gang des otages)
- 1973 Beleaua / Pisălogul (L'Emmerdeur)
- 1974 L'Ironie du sort
- 1975 Telefonul roz (Le Téléphone rose )
- 1976 Dracula tatăl și fiul (Dracula père et fils)
- 1977 Un om grăbit (L'Homme pressé)
- 1978 Colivia cu nebune / O căsătorie cu peripeții (La Cage aux folles)
- 1979 Cause toujours... tu m'intéresses !
- 1980 Les Séducteurs, segment de film,  co-regizat
- 1980 La Cage aux folles 2
- 1982 Gangsteri imbecili (Pour cent briques, t'as plus rien...)
- 1984 Just the Way You Are
- 1985 Palace
- 1985 Dragoste pe tăcute (L'Amour en douce)
- 1988 Cum ieși din lift, la stânga (À gauche en sortant de l'ascenseur)
- 1992 Le Souper
- 1996 Beaumarchais, răsfățatul doamnelor (Beaumarchais, l'insolent)
- 2007 Dirty Slapping, scurtmetraj

### Televiziune
- 1978 : Claudine, serie de patru filme TV bazate pe romanele cu titlu omonim Colette, cu Marie-Hélène Breillat
- 1979 : La Pitié dangereuse, adaptare după roman de Stefan Zweig
- 1981 : Au bon beurre, cu Roger Hanin și Andréa Ferréol
- 1983 : La Veuve rouge, cu Françoise Fabian
- 1986 : Le Tiroir secret, cu Michèle Morgan
- 1986 : Un métier de seigneur, cu Pierre Arditi și Évelyne Bouix
- 1988 : La Ruelle au clair de lune, cu Michel Piccoli și Marthe Keller
- 1988 : Manon Roland, cu Sabine Haudepin și Jacques Perrin
- 1989 : Les Grandes Familles, cu Michel Piccoli, Renée Faure, Pierre Arditi, Bulle Ogier și Roger Hanin
- 1989 : L'Ivresse de la métamorphose cu Evelyne Bouix și Niels Arestrup
- 1991 : L'Amour maudit de Leisenbohg, cu Michel Piccoli, Anouk Aimée și Christine Citti
- 1992 : La Femme abandonnée, cu Charlotte Rampling
- 1995 : Ce que savait Maisie, cu Évelyne Bouix și Stéphane Freiss
- 1999 : Nora, cu Julia Maraval și Jean-Michel Dupuis
- 1999 : Tombé du nid, cu Virginie Lemoine și Bruno Solo
- 2001 : Nana, cu Lou Doillon
- 2003 : Un homme par hasard, cu Frédéric Diefenthal și Claire Keim
- 2005 : Une famille pas comme les autres, cu Line Renaud și Guy Bedos

#### Alte lucrări de televiziune
- Madame le Juge : un episod
- Claudine : patru episoade
- Le Gorille : un episod
- H : paisprezece episoade
- Navarro : două episoade
- Les Hommes de cœur : trei episoade
- Le Tuteur : cinci episoade

### Director asistent
- 1947 : Un flic regizat de Maurice de Canonge
- 1949 : Du Guesclin regizat de Bernard de Latour
- 1949 : Le Cœur sur la main regizat de André Berthomieu
- 1950 : Le Miracle de Sainte Anne regizat de Orson Welles (scurtmetraj)
- 1954 : Le Comte de Monte-Cristo regizat de Robert Vernay
- 1954 : Votre dévoué Blake regizat de Jean Laviron

## Legături externe
- Édouard Molinaro la Internet Movie Database